# Zoe Ducas
Zoe Ducas (1062 - antes de 1136) fue una princesa bizantina, hija del emperador Constantino X Ducas y hermana del emperador Miguel VII Ducas.
Zoe nació en Constantinopla en 1062. Era la hija menor de Constantino X y la emperatriz Eudoxia Macrembolita. Como había nacido en el Palacio de los Porfirogenetas del Palacio de Blanquerna, era conocida como porfirogéneta]. En su crónica, Nicéforo Brienio relata que su hermano Constancio quería que se casara con Alejo Comneno y, por tanto, se oponía al matrimonio de Alejo con Irene Ducas. En la Alexíada, Ana Comnena sugiere que la emperatriz Eudoxia tenía pensado casar Zoe con el emperador Nicéforo III Botaniates después de su ascenso al trono en 1078, pero finalmente fue prometida a Nicéforo Sinadeno, sobrino de Nicéforo III. Sin embargo, este matrimonio tampoco se produjo, pues Nicéforo cayó en combate contra los normandos de Roberto Guiscardo en la batalla de Dirraquio el 18 de octubre de 1081. Finalmente, ese mismo año Zoe ya es mencionada como esposa de Adriano Comneno, hermano del nuevo emperador Alejo I. 
Zoe es llamada Ana en un poema sobre los antepasados de Jorge Paleólogo, lo que sugiere que en el typikon de su vida siguió el ejemplo de su marido y se hizo monja. Según algunos estudiosos, Adriano y Zoe son mencionados por sus nombres monásticos, Juan y Ana, en una tumba de la iglesia de la Beatísima Virgen de Constantinopla, que los menciona a ellos ya sus hijos como donantes en la iglesia. El matrimonio tuvo varios hijos:
- Eudoxia Comneno, casada con Alejo Tarcaniota
- Andrónico Comneno, casado con Eudoxia Ducas
- Alejo Comneno, casado con Irene Sinadeno
- Adriano Comneno

En el typikon de la familia de la emperatriz Irene, incluido en el typikon del monasterio de Cristo Filántropo, se da el 29 de agosto como fecha de la muerte de Zoe. Un typikon del monasterio del Pantocrátor menciona a Zoe como esposa del gran doméstico y tía del emperador Juan II Comneno. Se desconoce el año de su muerte, aunque debió ser antes de 1136.